# Sile Osovine
Sile Osovine, Osovina Rim-Berlin-Tokio ili samo Osovina je neformalni naziv koji se upotrebljava za savez država koje su bile suprotstavljene Saveznicima, odnosno pobjednicima u Drugome svjetskom ratu. Osnovu saveza su činile Veliki Njemački Reich, Kraljevina Italija i Japansko Carstvo, a počivao je na ugovoru o prijateljstvu koji je nacistička Njemačka na čelu s Adolfom Hitlerom sklopila s fašističkom Italijom 25. listopada 1936. Talijanski premijer Benito Mussolini je bio prvi koji je za taj savez iskoristio izraz Osovina.
Razlog za sklapanje sporazuma bilo je nezadovoljstvo Velike Britanije i Francuske talijanskim napadom i aneksijom Etiopije, odnosno nastojanje sankcijama pogođene Italije da kompenzira gubitak svojih saveznika iz prvog svjetskog rata, odnosno na raspolaganje dobije njemačke strateške resurse kao što su ugljen i čelik. Sporazum je djelomično imao i ideološku podlogu, odnosno nastojanje da se po Europi širi fašizam, za što je prva prilika bila njemačka i talijanska suradnja prilikom pomaganja Francu u španjolskom građanskom ratu.
Japan, koji je godinu dana kasnije pokrenuo rat protiv Kine, te se našao suočen s negodovanjem zapadnih država, a pogotovo SAD, našao je zajednički interes s Njemačkom i Italijom te je 1937. s njima sklopio tzv. Antikominternski pakt, čija je navodna svrha bila suprotstavljanje širenju komunizma i prijetnje Sovjetskog saveza.
Usprkos toga što je Italija savez s Njemačkom u proljeće 1939. godine učvrstila tzv. Željeznim paktom, Njemačka je u rat, koji je otpočeo napadom na Poljsku ušla sama, odnosno jedinu uz podršku Slovačke koja je pod njenim pokroviteljstvom iste godine, nakon komadanja Čehoslovačke, bila dobila nezavisnost. 
Italija se Njemačkoj pridružila tek u lipnju 1940. godine za vrijeme pada Francuske. Nekoliko mjeseci kasnije, Antikominternski pakt je obnovljen kao tzv. Trojni pakt 27. rujna 1940.
Trojnom paktu su krajem 1940. i 1941. pristupili Mađarska, Rumunjska, Bugarska i Kraljevina Jugoslavija. Nakon puča uperenog protiv Pakta, sile Osovine su napale Jugoslaviju, zbog navodno prekršenoga Trojnoga pakta. Kraljevska vlada je zajedno s malodobnim kraljem i monetarnim zlatnim pričuvama izbjegla u inozemstvo. Kraljevska jugoslavenska vojska je kapitulirala, a članice Trojnoga pakta su razdijelile teritorij među sobom, pripajajući dijelove teritorija bivše Kraljevine Jugoslavije svojim matičnim teritorijima. S obzirom na činjenicu kako većina članica Trojnoga saveza, koje su vojno intervenirale u Kraljevini Jugoslaviji, nisu bile članice Haških konvencija (osobito Albanija, kao suverena zemlja u Talijanskomu kolonijalnom carstvu), nije postojala formalna obveza očuvanja pravnoga poretka Kraljevine Jugoslavije.
Silama Osovine - članicama Trojnog pakta se 1941. pridružila novostvorena Nezavisna Država Hrvatska, a prilikom Operacije Barbarossa i Finska. Već ranije je kao neformalni saveznik sila Osovine djelovala i vichyjevska Francuska, te Tajland, koji je služio kao japanska baza u Jugoistočnoj Aziji.
Iako je Trojni pakt predstavljao daleko čvršći savez između sila Osovine, zbog niza okolnosti njegove članice nisu imale volje niti sredstava koordinirati svoje aktivnosti. Tako Japan nije objavio rat Sovjetskom Savezu, iako je objavio rat zapadnim silama, a njegovi saveznici Njemačka i Italiji bili objavili rat.
Japan je svojim osvajanjima u Aziji - pored svojih marionetskih država kao što su Mandžukuo i Unutrašnja Mongolija - priključio marionetske države ili pokrete kao što su Reformirana vlada Republike Kine, Ba Mawova Burma, Druga Filipinska republika te Privremena vlada Slobodne Indije.
Nijemci su, pak, u okviru sila Osovine imali režim Milana Nedića i Vlade nacionalnog spasa u Srbiji te Vidkuna Quislinga u Norveškoj. Italija je formalno držala Albaniju kao suverenu državu u okviru sila Osovine.
Sile Osovine su dobile težak udarac kada je 1943. Italija kapitulirala, a kasnije prešla na stranu Saveznika. U dijelu pod njemačkom okupacija je formirana pro-osovinska Talijanska Socijalna Republika.
Godinu dana kasnije je iskrcavanjem Saveznika u Francusku prestao postojati vichyjevski režim, a prodorom Crvene armije s istoka su Finska, Rumunjska i Bugarska prisiljene napustiti sile Osovine i prijeći saveznicima. Albanski partizani su oslobodili Albaniju, a Titovi partizani i Crvena armija su likvidirali Nedićev režim u Srbiji, koja je tada postala dio reformirane Jugoslavije.
U proljeće 1945. su kapitulacijom Njemačke prestale postojati sile Osovine u Europi, a nekoliko mjeseci kasnije kapitulacijom Japana i sile Osovine u Aziji.
O tome je li SSSR zbog suradnje s Njemačkom od 1939. do 1941. bio član sila Osovine ili ne se i danas vode sporovi, slično kao i po pitanju članstva okupirane Danske od 1940. do 1945. te Francove Španjolske koja se formalno nije pridružila ratu.

## Države Osovine

### Države nositelji
- Njemačka
- Italija
- Japan

### Manje države (sateliti)
- Bugarska
- Mađarska
- Rumunjska
- Jugoslavija (pristupila 25. ožujka, 1941., nikad formalno istupila iz pakta; također istupila iz Lige naroda 1941., ponovno uključena[nedostaje izvor] u listopadu 1944.)

### Aktivne članice
- Finska
- Tajland
- Irak

### Marionetske države i režimi
- Nezavisna Država Hrvatska
- Mandžukuo (Mandžurija)
- Mendžijang (Unutarnja Mongolija)
- Indija (Privremena vlada Slobodne Indije)
- Burma (Ba Mawov režim)
- Laos
- Kambodža
- Vijetnam
- Kina-Nanjing
- Filipini
- Crna Gora
- Slovačka
- Srbija (Nedićev režim)
- Talijanska Socijalna Republika
- Albanija
- Mađarska (Szálasiev režim)
- Vardarska Makedonija
- Grčka
- Vichyjevska Francuska

### Zemlje s kvislinškim vladama i vladama u okupiranim zemljama
- Belgija
- Rutenija
- Latvija
- Litva
- Bjelorusija
- Ukrajina
- Poljska
- Rusija
- Sirija
- Libanon
- Hong Kong
- Makao
- Norveška
- Danska
- Filipini
- Istočni Timor
- Brunej
- Singapur
- Malezija
- Burma
- Madagaskar
- Nezavisna Država Hrvatska
- Nedićeva Srbija

### Neutralne države koje su imale diplomatske odnose sa Silama osovine
- Francova Španjolska
- Švedska
- Turska
- Švicarska
- SSSR  (do 1941.)
- Argentina
- Poljska (do 1939.)
- UK (do 1939.)
- Francuska (do 1939.)

## Oružane snage i planovi sila Osovine

#### Njemačka
Suprotno uvriježenom mišljenju, Njemačka u vrijeme izbijanja rata za njega nije bila spremna, odnosno, po objektivnim kriterijima, bila je u mnogo inferiornijem odnosu u usporedbi s početkom prvog svjetskog rata. S druge strane je u kvalitativnom smislu bila u velikoj prednosti u odnosu na svoje protivnike.
To se možda najbolje održavalo u kopnenoj vojsci - Wehrmachtu. Iako je ponovno naoružavanje van Versailleskih okvira otpočelo još godine 1933. Njemačka je još uvijek zaostajala za zapadnim silama po pitanju moderne opreme, pogotovo tenkova. S druge strane, u razdoblju kada se držala versajskih kriterija, Njemačka je smjela imati malu profesionalnu vojsku, što je dovelo do rigorozne selekcije i filtracije najsposobnijih kadrova koji će poslije biti srž Hitlerove vojne mašine.
Drugi važan faktor u korist Nijemaca bila je sklonost novim idejama kao i nastojanje da se izbjegnu pogreške koje su dovele do poraza u prethodnom ratu. Njemački vojni stratezi na čelu s generalom von Seecktom su još krajem 1920-ih, uzimajući u obzir njemački nedostatak nafte i drugih strateških sirovina, zaključili kako se pobjeda u budućem ratu može izvojevati jedino brzim udarom, pri čemu bi se koristile novorazvijene forme oružja kao što su tenkovi, motomehanizirane jedinice i avijacija. Ta se doktrina nazvala blitzkrieg, odnosno munjeviti rat te je na početku predstavljala gotovo siguran recept za njemačke vojne uspjehe. S druge strane, Njemačka ipak nije bila u stanju u potpunosti iskoristiti njene mogućnosti, prije svega zbog nedovoljnog broja modernih prijevoznih sredstava, što će se iskazati u kasnijim fazama rata.
Blitzkrieg je bitno uticao i na razvoj Luftwaffe, njemačkog ratnog zrakoplovstva koje je u roku od samo nekoliko godina postalo jedna od najimpresivnijih oružanih formacija na svijetu - kako brojem, tako i izvježbanošću ljudi. Nijemci su 1930-ih razvili moderne tipove lovačkih i bombarderskih aviona kojima su bili u stanju stvoriti zračnu nadmoć nad većinom protivnika. Ali, s druge strane, većina tih aviona su bili uglavnom za neposrednu podršku kopnenim snagama, te su se vrlo brzo iskazali ne baš tako efikasni u drugim ulogama.
Kriegsmarine ili ratna mornarica je bila najslabiji vid njemačkih oružanih snaga zbog versajskih ograničenja koja su je bila svela na gotovo simboličku oružanu formaciju. Ona su ukinuta tek 1930-ih godina kada je već bilo kasno da novi brodovi u gradnji bitno utiču na tok ratnih operacija. Njemačka slabost na moru odrazit će se već na samom početku.

#### Italija
Italija je, zahvaljujući postojanju kolonijalnog imperija te Mussolinijevim ambicijama, imala potrebu da sagradi modernu ratnu mornaricu koja bi se mogla suprotstaviti Britancima i Francuzima. Rezultat toga je bila treća po snazi mornarica u Europi s velikim brojem modernih brodova i veoma kvalitetnim i izvježbanim ljudstvom, spremnim na primjenu raznoraznih svježih ideja i nekonvencionalnih zamisli, od kojih možda najspektakularniji primjer predstavljaju ljudi-žabe.
Mussolinijev režim je isto tako veliki napor uložio u stvaranje kvalitetnog i relativno modernog zrakoplovstva koje se 1930-ih moglo mjeriti s većinom velikih sila. Tome je pogotovo u prilog išla doktrina generala Dueta koji je držao da će upravo avijacija biti ključan faktor pobjede u budućem ratu, odnosno da se nadmoćnom zrakoplovstvu ništa ne može suprotstaviti. 
Talijanski vojni stratezi su također stvorili doktrinu sličnu njemačkom blitzkriegu, no za njenu efikasnu primjenu je nedostajao ključan faktor - kvalitetna kopnena vojska. Italija nije imala resurse ni industrijsku infrastrukturu da stvori kopnene snage u istom onom opsegu ili kvaliteti kakvu je imala Njemačka, pa su talijanski vojnici u rat ušli uglavnom sa zastarjelom ili neadekvatnom opremom, što je bilo najvidljivije u tenkovima - brojem i kvalitetom pogodnih za kolonijalno ratovanje, ali daleko ispod savezničkih i njemačkih standarda. 
Ipak, najveća talijanska slabost bio je moral - uzdrman traumatskim iskustvima bitaka na Soči koje nije izbrisala čak ni pobjeda u prvom svjetskom ratu.

#### Japan
Od svih velikih sila Japan je godine 1939. imao najviše ratnog iskustva, zahvaljujući svojem pohodu na Kinu koji ne samo da je na početku postigao spektakularne uspjehe, nego bio i sjajna prilika za testiranje novih tehnologija, pogotovo na mornaričkom i zrakoplovnom polju. 
Japanska ratna mornarica je bila od najjačih i najmodernijih na svijetu. Nastojeći održati korak s Britancima i Amerikancima, Japanci su bili skloni inovacijama i primjeni modernih tehnologija i strategija. Od svih njih je veliku važnost imala orijentacija na visoku koordinaciju mornarice i avijacije, što je dovelo do gradnje nosača aviona i stvaranja vrhunski obučenog kadra mornaričkih pilota sposobnih za najsloženije operacije. Japanci su također veliku važnost udijelili površinskim snagama, pri čemu se razvilo tzv. dugo torpedo koje će postati jedno od najubojitijih oružja rata i omogućiti Japancima pomorsku nadmoć na samom početku rata na Pacifiku.
Za razliku od mornaričkog, japansko ratno zrakoplovstvo u sastavu kopnenih snaga je po kvaliteti aviona i pilota ponešto zaostajalo za većinom država u svijetu, a posebni nedostatak je bio orijentacija na neposrednu podršku kopnenim snagama. 
Kopnene snage su, pak, slično kao i u Italiji, predstavljale najslabiju japansku kariku, iako je to postalo vidljivo tek u kasnijoj fazi rata. Japanci su smatrali da će se budući rat odvijati po slabo nastanjenim otocima gdje primjena tenkova ili slične moderne opreme nije tako bitna. U tome su u prilog išla i iskustva iz Kine gdje su veliki uspjesi postignuti protiv u pravilu tehnički inferiornih kineskih snaga. Zbog svega toga je japanska vojska po kvaliteti opreme i oružja bila na razini prvog svjetskog rata, ali je sve to nadoknađivano fanatičnom indoktrinacijom i vrhunskom izvježbanošću ljudi.

## Vanjske poveznice
Sestrinski projekti
|  | Zajednički poslužitelj ima još gradiva o temi Sile Osovine |